# Niederländische Fußballnationalmannschaft (U-19-Frauen)
Die niederländische U-19-Fußballnationalmannschaft der Frauen repräsentiert die Niederlande im internationalen Frauenfußball. Die Nationalmannschaft untersteht dem Koninklijke Nederlandse Voetbal Bond und wird seit Sommer 2021 von Roos Kwakkenbos trainiert. Der Spitzname der Mannschaft ist Jeugd vrouwen.
Die Mannschaft wurde 1997 als U-18-Nationalmannschaft gegründet und tritt seit 2001 als U-19-Auswahl für die Niederlande an. Den bislang größten Erfolg feierte das Team mit dem Gewinn der U-19-Europameisterschaft 2014 in Norwegen sowie dem 3. Platz bei der U-19-Europameisterschaft 2017 in Nordirland, wodurch sich die U-20-Nationalmannschaft erstmals für die Weltmeisterschaft qualifizierte.

## Turnierbilanz

### Europameisterschaft
| Jahr   | Gastgeber      | Platzierung           |
| ------ | -------------- | --------------------- |
| 1998   | mehrere        | Viertelfinale (U18) 1 |
| 1999   | Schweden       | nicht qualifiziert    |
| 2000   | Frankreich     | nicht qualifiziert    |
| 2001   | Norwegen       | nicht qualifiziert    |
| 2002   | Schweden       | nicht qualifiziert    |
| 2003   | Deutschland    | Gruppenphase          |
| 2004   | Finnland       | nicht qualifiziert    |
| 2005   | Ungarn         | nicht qualifiziert    |
| 2006   | Schweiz        | Gruppenphase          |
| 2007   | Island         | nicht qualifiziert    |
| 2008   | Frankreich     | nicht qualifiziert    |
| 2009   | Belarus        | nicht qualifiziert    |
| 2010   | Nordmazedonien | Halbfinale            |
| 2011   | Italien        | Gruppenphase          |
| 2012   | Türkei         | nicht qualifiziert    |
| 2013   | Wales          | nicht qualifiziert    |
| 2014   | Norwegen       | Europameister         |
| 2015   | Israel         | nicht qualifiziert    |
| 2016   | Slowakei       | Halbfinale            |
| 2017   | Nordirland     | Halbfinale            |
| 2018   | Schweiz        | Gruppenphase          |
| 2019   | Schottland     | Halbfinale            |
| 2020 2 | Georgien 2     | – 2                   |
| 2021 2 | Belarus 2      | – 2                   |
| 2022   | Tschechien     | nicht qualifiziert    |

## Personen

### Trainer
- Ruud Dokter
- Bep Timmer
- Ed Engelkes
- Johan van Heertum
- Corné Groenendijk (–2007)
- Hesterine de Reus (2007–2010)
- Johan van Heertum (2010–2012)
- Aart Korenhoff (2012–2013)
- André Koolhof (2013–2015)
- Jessica Torny (2015–2020)
- Roos Kwakkenbos (2021–)

### Bekannte ehemalige Spielerinnen
Folgende U-20-Spielerinnen schafften im Laufe der Jahre den Sprung in die A-Nationalmannschaft und absolvierten dort mindestens fünf Länderspiele (in Klammer das Jahr des Debüts in der A-Nationalmannschaft):
| - Daphne Koster (1997) - Annemiek Kiesel-Griffioen (1997) - Jessica Torny (1997) - Cindy Burger (1998) - Anouk Hoogendijk (2001) - Kirsten van de Ven (2001) - Manon Melis (2003) - Loes Geurts (2003) - Petra Hogewoning (2003) - Sylvia Smit (2003) - Anouk Dekker (2003) - Renée Slegers (2006) - Mandy van den Berg (2006) - Marlous Pieëte (2006) - Desiree van Lunteren (2008) | - Stefanie van der Gragt (2009) - Siri Worm (2009) - Lieke Martens (2009) - Merel van Dongen (2010) - Shanice van der Sanden (2010) - Tessel Middag (2010) - Eshly Bakker (2010) - Kelly Zeeman (2011) - Jeslynn Kuijpers (2012) - Jackie Groenen (2012) - Dominique Janssen (2012) - Vivianne Miedema (2013) - Jill Roord (2013) - Danique Kerkdijk (2014) - Lineth Beerensteyn (2014) |